# Pic de Vinyals
El Pic de Vinyals és una muntanya de 2.398 metres que es troba entre els municipis d'Alt Àneu, a la comarca del Pallars Sobirà i l'Arieja a França.